# Riserva naturale di Nuytsland
La riserva naturale di Nuytsland è un'area protetta dell'Australia Occidentale situata nell'estremità sud-orientale dello stato, sulla costa meridionale del Paese.
Situata a 32°18' sud e 125°52' est, ricopre un'area di 6253,44 km² e si estende su un fronte di oltre 500 km di linea costiera da Cape Pasley a Red Rocks Point.
Istituita nel 1969, comprende al suo interno la Twilight Cove e l'Eyre Bird Observatory. Si trova entro i confini del distretto di Nuyts.
Costituisce una delle ultime roccaforti del pappagallo terragnolo occidentale.